# Юматов, Георгий Александрович
Гео́ргий Алекса́ндрович Юма́тов (11 марта 1926, Москва, СССР — 4 октября 1997, Москва, Россия) — советский и российский киноактёр; народный артист РСФСР (1982). Участник Великой Отечественной войны.

## Биография
Родился 11 марта 1926 года в Москве. Детство прошло в Машкове переулке, семья жила в доме 8.
Участник Великой Отечественной войны. В 1941—1942 годах учился в Военно-морской школе, служил матросом на Черноморском флоте. В январе 1942 года 15-летний Георгий принимал участие в боевых действиях в Крыму в составе обеспечения Евпаторийского десанта.
В 1942 году был зачислен юнгой на торпедный катер «Отважный», а через год стал рулевым. Принимал участие во взятии Будапешта, Бухареста. Отличился в боях за Вену, при штурме Имперского моста. За время войны несколько раз был ранен и контужен.
После войны возвратился в Москву. Его сразу заметил режиссёр Григорий Александров и пригласил в эпизод фильма «Весна». С 1945 года Юматов — актёр киностудии «Мосфильм» и актёр Театра-студии киноактёра.
Сергей Герасимов взял молодого актёра в свою картину «Молодая гвардия», но настоящая слава и любовь зрителей пришла к Георгию Юматову в 1950-е годы, после фильмов «Адмирал Ушаков», «Корабли штурмуют бастионы», «Герои Шипки», «Педагогическая поэма», «Разные судьбы», «Они были первыми». Своей лучшей ролью считал Веньку Малышева в фильме «Жестокость».
Юматов претендовал на роль красноармейца Сухова в легендарном фильме «Белое солнце пустыни», но по словам режиссёра фильма Владимира Мотыля, в ночь перед первой съёмкой Юматов ввязался в драку на поминках, в которой ему разбили лицо; тогда Владимир Яковлевич выслал телеграмму с просьбой вернуться на роль актёра Анатолия Кузнецова.
Наибольшую популярность актёр получил после фильма «Офицеры» (1971), в котором он снялся в главной роли — Алексея Трофимова.

### Личная жизнь
Жена — Муза Крепкогорская (1924—1999), киноактриса; заслуженная артистка РСФСР (1989).

### Последние годы жизни

Могила Георгия Юматова на Ваганьковском кладбище Москвы

По официальной версии, 6 марта 1994 года в 75-й квартире дома № 5 по улице Черняховского, находясь в состоянии алкогольного опьянения, Георгий Юматов застрелил из охотничьего ружья дворника Мадатова, который помогал актёру похоронить его любимую собаку. Со слов самого Юматова, Мадатов оскорбил его как фронтовика, когда сказал, что зря в войне не победила Германия. Однако Виктор Мережко спустя много лет заявил, что в дворника случайно выстрелила Муза Крепкогорская, а Юматов взял её вину на себя.
Юматову, обвинённому в совершении умышленного убийства на почве ссоры, согласно статье 103 УК РСФСР, грозило лишение свободы на срок от трёх до десяти лет. Но после того, как адвокат Борис Кузнецов сумел доказать, что действия его подзащитного не были умышленным убийством, а лишь превысили пределы необходимой обороны, через два месяца после ареста, в июне 1994-го, тот был выпущен из «Матросской тишины» под подписку о невыезде. Затем Юматов как фронтовик попал под амнистию к 50-летию Победы, и в конце 1995 года дело было прекращено.
После этого случая режиссёры, опасаясь неадекватного поведения актёра, перестали приглашать его сниматься в кино. Юматов начал ходить в церковь и окончательно бросил пить. Одно из последних появлений Юматова на телевидении произошло в 1997 году в праздничной телепередаче «Поле чудес» к 9 мая.
После выхода из тюрьмы Юматову диагностировали аневризму брюшной аорты. Ему была сделана операция. Спустя некоторое время произошло кровоизлияние в желудок. От госпитализации актёр отказался.
Скончался в Москве на 72-м году жизни 4 октября 1997 года от разрыва брюшной аорты. Похоронен на Ваганьковском кладбище в Москве, его могила находится рядом с могилами тёщи и жены (которая скончалась через два года после него). Памятник на могиле установлен усилиями Виктора Мережко, который занимался организацией похорон.

## Фильмография
- 1941 — В тылу врага — эпизод[источник не указан 1982 дня]
- 1947 — Весна — ассистент гримёра (нет в титрах)
- 1947 — Рядовой Александр Матросов — солдат
- 1948 — Молодая гвардия — Анатолий Попов
- 1948 — Три встречи — токарь
- 1950 — В мирные дни — матрос Куракин, кок
- 1950 — Жуковский — Касьянов, ученик Жуковского
- 1953 — Вихри враждебные — беспризорник Баландин
- 1953 — Адмирал Ушаков — Виктор Ермолаев
- 1953 — Корабли штурмуют бастионы — Виктор Ермолаев
- 1954 — Об этом забывать нельзя — студент
- 1954 — Герои Шипки — Сашко Козырь
- 1955 — Педагогическая поэма — Саша Задоров
- 1955 — Пути и судьбы — Алексей Кравчук, больной
- 1955 — Крушение эмирата — Игнат
- 1956 — Они были первыми — Степан Барабаш
- 1956 — Разные судьбы — Степан Огурцов
- 1957 — Шторм — Грачёв, матрос-черноморец
- 1957 — Рядом с нами — Яша
- 1958 — Иван Грозный (вторая серия, съёмки 1946 года) — монах
- 1958 — Юность наших отцов — Морозко
- 1958 — Очередной рейс — Кирилл Иванович Воронов, водитель
- 1959 — Любовью надо дорожить — фотокорреспондент
- 1959 — Баллада о солдате — солдат с передовой
- 1959 — Жестокость — Венька Малышев
- 1960 — Первое свидание — Алексей Савельев
- 1961 — Академик из Аскании — Барабуля, помощник академика Иванова
- 1961 — Две жизни — «Граф»
- 1962 — Порожний рейс — Николай Хромов
- 1963 — Трое суток после бессмертия — Николай Баклан
- 1965 — Стряпуха — Серафим Иванович Чайка
- 1966 — В городе С. — Михаил Макарович, фельдшер
- 1966 — Панталаха (к/м) — Панталаха
- 1966 — Не забудь… станция Луговая — лейтенант Георгий Алексеевич Рябов
- 1967 — Тихая Одесса — биндюжник-оратор в одесском оперном театре
- 1967 — Седьмой спутник — Турка
- 1969 — Внимание, цунами! — капитан-лейтенант Сергей Алексеев
- 1969 — Опасные гастроли — Максим
- 1969 — Если есть паруса — Герман Георгиевич Жарких, старпом
- 1970 — Один из нас — Сергей Бирюков-Петров
- 1971 — Офицеры — Алексей Трофимов
- 1972 — Город на Кавказе (к/м) — папа Тани
- 1972 — Сапожки (к/м) — Сергей Духанин
- 1972 — Красно солнышко — Мирон Евсеевич Вахромеев, милиционер «Молоток»
- 1973 — Дача — дачник
- 1974 — Последняя встреча — отец Павла
- 1975 — Шторм на суше — Хряпов
- 1975 — Не может быть! — прохожий с бульдогом (нет в титрах)
- 1976 — Горожане — Иван
- 1977 — Судьба — Пекарев
- 1978 — Конец императора тайги — Мартынов
- 1978 — Поздняя ягода — Тихон Брус, муж Павлы
- 1979 — Петровка, 38 — Садчиков
- 1979 — Предварительное расследование — начальник милиции, подполковник
- 1979 — Москва слезам не верит — актёр Юматов (камео)
- 1980 — Огарёва, 6 — Садчиков
- 1980 — Особо важное задание — начальник железнодорожной станции
- 1980 — У матросов нет вопросов — шофёр
- 1982 — Срочно… Секретно… Губчека — доктор Смолин
- 1983 — Приступить к ликвидации — Серебровский
- 1984 — ТАСС уполномочен заявить… — Айвен Белью / Иван Белый
- 1984 — Второй раз в Крыму — Сергей Алексеевич Князев, генерал
- 1985 — Внимание! Всем постам… — Фёдор Васильевич Кольцов, отец Виктора
- 1985 — Русь изначальная — эпизод
- 1986 — Покушение на ГОЭЛРО — Сергеев
- 1986 — Наградить (посмертно) — художник
- 1986 — Размах крыльев — испытатель
- 1986 — Соучастие в убийстве — Норман Симс
- 1986 — Аэропорт со служебного входа — Алексей Николаевич
- 1987 — Спасённому — рай — Соловцов
- 1987 — Акция — Василий
- 1987 — Клиника — Кириллов
- 1987 — Следопыт — Кап
- 1987 — Консультант по эпохе (к/м) — Кириллов
- 1990 — Похороны Сталина — охранник Сталина
- 1991 — Заряженные смертью — Савва Ильич, капитан сейнера «Удачливый»
- 1992 — Грех — Седой
- 1993 — Великий муравьиный путь
- 1994 — Будулай, которого не ждут — Стрепетов
- 1999 — Транзит для дьявола — Фёдор Михайлович Кузин, шкипер судна «Удачливый» (телесериал вышел после смерти Георгия Юматова)

## Награды
Государственные награды:
Почётные звания:
- Заслуженный артист РСФСР (1969)
- Народный артист РСФСР (1982)

Ордена и медали:
- Медаль Ушакова (25.11.1944) — был представлен к ордену Красной Звезды
- Медаль «За победу над Германией» (1945)
- Медаль «За взятие Будапешта» (1945)
- Медаль «За взятие Вены» (1945)
- орден Отечественной войны II степени (1945)
- орден Отечественной войны I степени (1985)
- Медаль Жукова (1996)
- Юбилейная медаль «300 лет Российскому флоту» (1996)
- Медаль «Ветеран труда»
- Юбилейные медали[источник не указан 1049 дней]

Другие награды:
- Нагрудный знак Министерства обороны СССР «25 лет Победы в Великой Отечественной войне 1941—1945 годов» (награждались только непосредственные участники боевых действий) (1970).

## Память

Памятник героям фильма «Офицеры» возле здания Минобороны России в Москве

Скульптурная композиция «Офицеры» в расположении Главного управления кадров Минобороны России

9 декабря 2013 года в Москве на Фрунзенской набережной был открыт памятник героям фильма «Офицеры». Скульптура воспроизводит одну из сцен фильма — встречу после долгой разлуки двух боевых товарищей — Алексея Трофимова (Георгий Юматов) и Ивана Вараввы (Василий Лановой), супруги (Алина Покровская) и внука Трофимовых (Андрей Громов). Аналогичный памятник открыт 22 февраля 2022 года у входа в Екатеринбургское суворовское военное училище.
В сентябре 2018 года в Главном управлении кадров Минобороны России открылась скульптурная композиция «Офицеры», которая состоит из героев одноимённого фильма — красноармейца Алексея Трофимова (Георгий Юматов) и командира эскадрона Георгия Петровича (Владимир Дружников). За ними располагается знаменитая цитата из фильма «Есть такая профессия — Родину защищать!».
В мае 2022 года в Москве на доме улицы Черняховского 5, корпус 1, где жил актёр (с 1958 по 1997 год), была установлена и открыта мемориальная доска.
Творчеству и памяти актёра посвящены документальные фильмы и телепередачи
- «„Мой серебряный шар“. Георгий Юматов» («Россия», 2004)[20]
- «Последний бой Георгия Юматова» («Первый канал», 2006)[21]
- «„Последняя роль“. Георгий Юматов» («Россия», 2007)[22]
- «„Легенды мирового кино“. Георгий Юматов» («Культура», 2010)[23]
- «Георгий Юматов. „Трагедия офицера“» («Первый канал», 2011)[24]
- «Георгий Юматов. „О герое былых времён…“» («ТВ Центр», 2015)[25]
- «Больше, чем любовь. Георгий Юматов и Муза Крепкогорская» («Культура», 2015)[26]
- «Георгий Юматов. „Амнистия для героя“» («Первый канал», 2016)[27][28]
- «Георгий Юматов. „Легенды кино“» («Звезда», 2018)[29]
- «„Раскрывая тайны звёзд“: Георгий Юматов» («Москва 24», 2018)[30]
- «Георгий Юматов. „Последний день“» («Звезда», 2019)[31]
- «„Звёзды советского экрана“: Георгий Юматов» («Москва 24», 2020)[32]
- «Георгий Юматов. „Приговор“» («ТВ Центр», 2021)[33]